# 张泽仁
张泽仁（19世纪？—？），直隶丰润（河北丰润）人，清朝地方官员。监生出身。
同治四年（1865年），擔任娄县知县。同治六年（1867年），接替厉学潮任华亭县知县一职，后改李萱庆接任。其再任娄县知县。